# ヒメニッコウガイ
ヒメニッコウガイ（姫日光貝、Tellinella staurella）は、海洋性の軟体動物で、ニッコウガイ科に属する二枚貝の一種である。

## 外観
ニッコウガイに比べて殻高が低く横長の卵形で、淡い黄色に紅色の放射彩がある。殻幅は薄く、殻頂はやや後方寄り。前縁は丸く後端はやや突き出し、左右の殻でねじれる。殻長約5cm以下。殻内面は黄色みを帯び、套線の湾入は深い。大きく分かれた長い水管を伸ばす。

## 分布
紀伊半島から熱帯太平洋にかけての潮間帯付近の砂底に棲む。